# Katō Kiyomasa

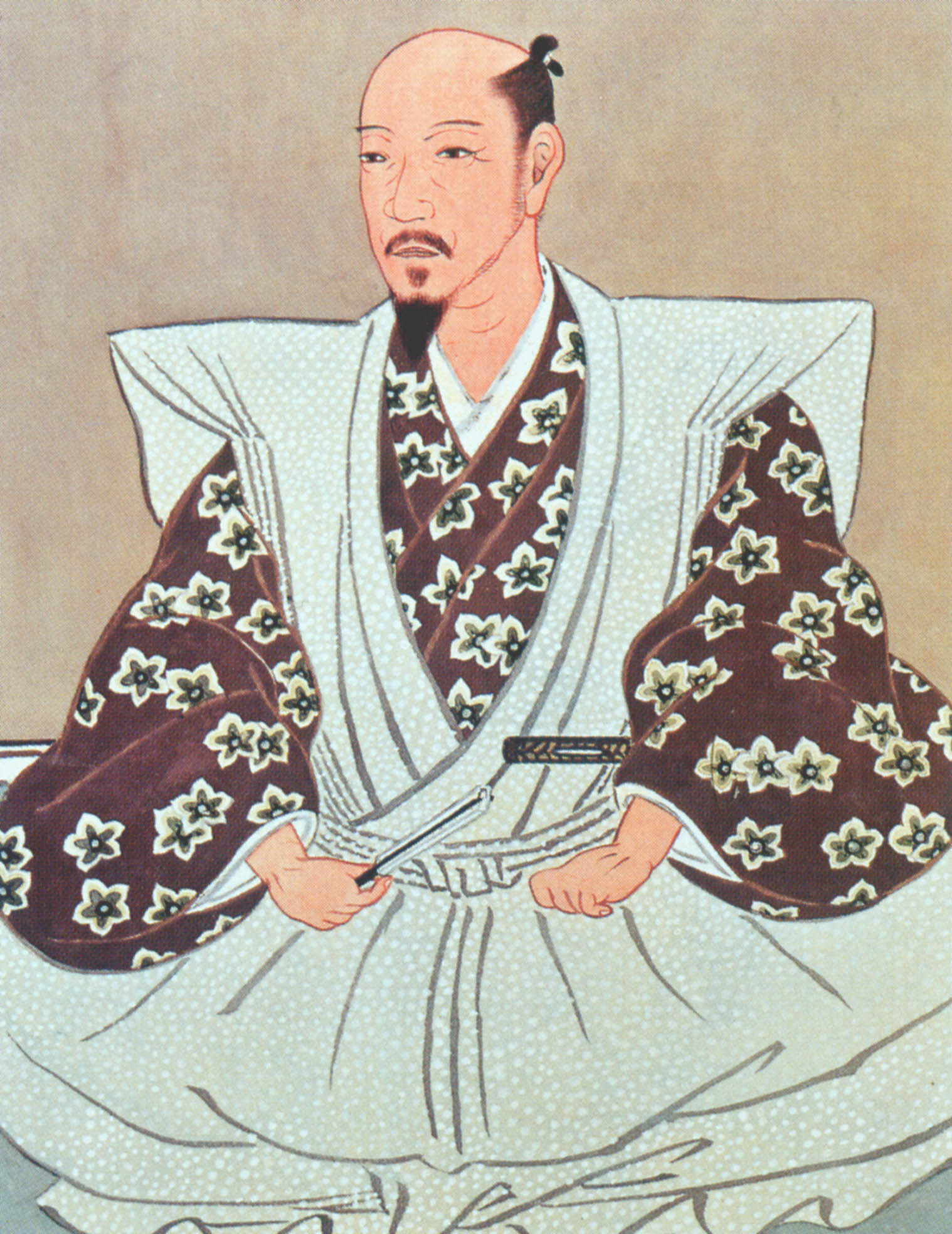
Katō Kiyomasa

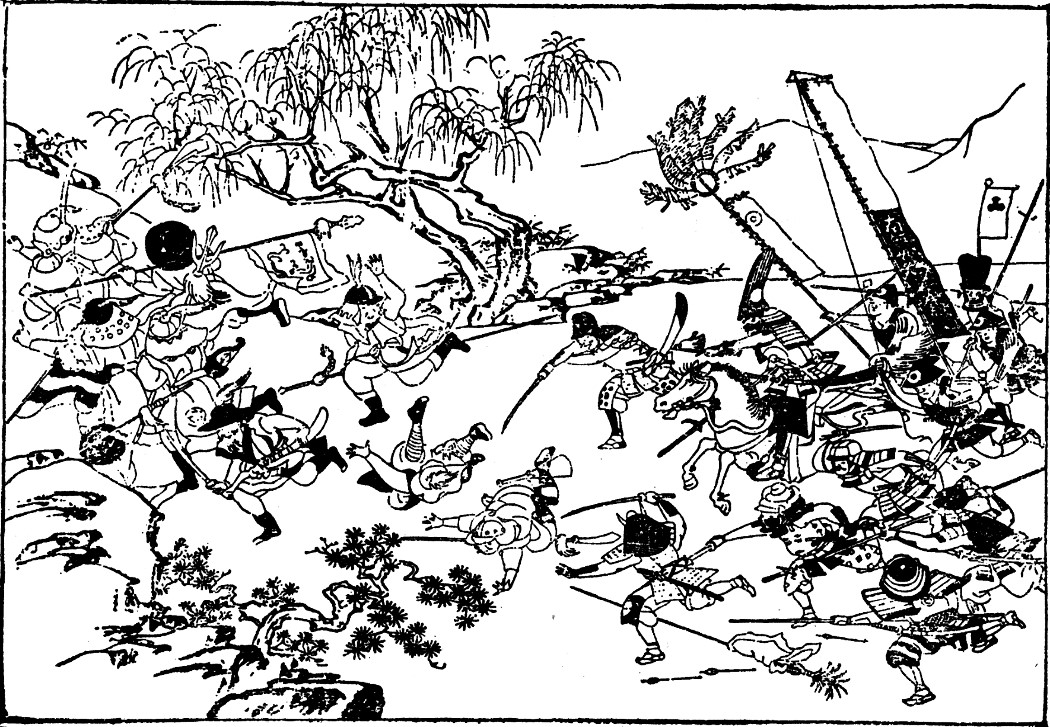
Katō kämpft in Korea

Katō Kiyomasa (japanisch 加藤 清正; * 25. Juli 1561  – 2. August 1611) war ein bedeutender Daimyō der Sengoku- und frühen Edo-Zeit.

## Leben und Wirken
Geboren in Nakamura in der Provinz Owari (heute Nakamura-ku, Nagoya), wurde er in seiner Kindheit Toranosuke (虎之助) genannt. Im Alter von 8 Jahren verlor er seinen Vater. Seine Mutter, verwandt mit der Mutter von Toyotomi Hideyoshi, der damals in Nagahama (Provinz Ōmi) lebte, brachte Hideyoshi dazu, sich um den Sohn zu kümmern.
1585 erhielt Kiyomasa den Ehrentitel Kazue no kami („Vorsteher der Kanzlei für Rechnungsführung“) und drei Jahre später, als der Gouverneur der Provinz Higo, Sasa Narimasa (佐々 成政; 1536–1588), abgesetzt wurde, erhielt Kiyomasa die halbe Provinz als Domäne mit Sitz in Kumamoto und mit einem Einkommen von 250.000 Koku. 
Zusammen mit Konishi Yukinaga befehligte Kiyomasa die Voraustruppen im Koreafeldzug von 1592. Auf Grund seiner Durchsetzungskraft wurde er von seinen Gegnern „Teufels-General“ (鬼将官, Kishōkan) genannt. Als Ishida Kazushige, Konishi und andere vorschlugen, Frieden zu schließen, widersetzte sich Kiyomasa. Daraufhin wurde er von Hideyoshi zurückgerufen. 
Als der Krieg in Korea 1597 wieder ausbrach, kehrte Kiyomasa nach Korea zurück. Als er dann in Ulsan von einer großen chinesischen Armee eingeschlossen wurde, leistete er erbitterten Widerstand, bis er von Kobayakawa Hideaki (1577–1602) und Mōri Hidemoto (毛利 秀元; 1579–1650) entsetzt wurde.
Nach dem Tode Hideyoshis 1598 kehrte Kiyomasa nach Japan zurück und er schloss sich Tokugawa Ieyasu an, der ihm die Tochter von Mizuno Tadashige (水野 忠重; 1541–1600), die Ieyasu aufgezogen hatte, zur Frau gab. Nach der Schlacht von Sekigahara erhielt Kiyomasa auch die andere Hälfte von Higo, die bis dahin Konishi Yukinaga unterstanden hatte. Sein Einkommen stieg damit auf 520.000 Koku.
Kiyomasa starb 1611, wobei es Gerüchte gab, Ieyasu hätte seine Hand im Spiel gehabt, der befürchtete, Kiyomasa könnte sich auf die Seite von Toyotomi Hideyori schlagen. Kiyomasa war ein entschiedener Gegner des Christentums. Er war Anhänger von Nichiren und wird in dessen Tempeln unter dem Namen „Fürst Seishō“ (清正公, Seishō-kō) verehrt, so auch an seinem Geburtsort im Myōkō-ji. Im Yoyogi-Park in Tokyo ist eine Quelle nach ihm benannt.